# Куршевель (Савоя)
Куршевель (фр. Courchevel) — муніципалітет у Франції, у регіоні Овернь-Рона-Альпи, департамент Савоя. Куршевель утворено 1 січня 2017 року шляхом злиття муніципалітетів Ла-Перр'єр i Сен-Бон-Тарантез. Адміністративним центром муніципалітету є Сен-Бон-Тарантез. Населення — 2311 осіб (01.01.2021).